# 小行星3214
小行星3214（3214 Makarenko）是一颗围绕太阳公转的小行星。1978年10月2日，柳德米拉·朱拉夫寥娃在克里米亚发现了此天体。
該小行星以蘇聯教育家和作家安東·馬卡連柯命名。
这颗小行星的绝对星等为157.7463599136093等。